# Rybojady
Rybojady – wieś w Polsce położona w województwie lubuskim, w powiecie międzyrzeckim, w gminie Trzciel.

## Historia
Miejscowość pierwotnie związana była z Wielkopolską oraz przejściowo z Dolnym Śląskiem. Ma metrykę średniowieczną i istnieje co najmniej od początku XIV wieku. Wymieniona w dokumencie zapisanym po łacinie z 1305 jako „Ribenick”, w 1319 w dokumencie w jeż. niemieckim jako „Rybiac, Ryboiadel”, 1394 „Riboiadi”, 1406 „Ryboyad”, 1434 „Riboyadi, Riboyady, Ryboyady”, 1508 „Rybojady”, 1538 „Ryboiady”, 1563 „Ryboiathi”, 1944 „Hoffmannstal” .
Okolice miejscowości zasiedlone były jednak wcześniej. W rejonie wsi Rybojady archeolodzy odkryli trzy 3 grodziska. Pierwsze jest grodziskiem stożkowatym datowanym na przełom XIII-XIV wieku z półkolistą fosą i wałem położonym na miejscu wcześniejszego grodziska wklęsłego datowanego na IX-XI wiek. Drugie grodzisko lub osada obronna z VIII-IX wieku położona na miejscu osady obronnej ludności kultury łużyckiej, położone na przesmyku zwanym Żelazną Bramą między jeziorami Rybojadło i Proboszczowskim. Trzecie grodzisko pochodzące z X-XI wieku umiejscowione na przesmyku między jeziorami Rybojadło i Wędromierz .
W 1305 Henryk książę śląski i głogowski wystawił, prawdopodobnie w Rybojadach, dokument dla klasztoru w Paradyżu. W latach 1394–1406 Wichna toczyła procesy sądowe o zamek i miasto Trzciel wraz z przyległymi wsiami, m.in. z Rybojadami. W 1394 z Fredhelmem Wezenborgiem synem Maćka Borkowica. W 1406 wraz z synem Borkiem z Grodziska Wichna wygrała spór z Boguszem synem zmarłego Fredhelma Wezenborga. W 1434 Rybojady należą do dóbr Trzciel, o które toczą liczne procesy spadkobiercy Macieja Trzcielskiego, syna Wichny. W 1434 pełnomocnik braci Stanisława i Dobrogosta Ostrorogów przedkłada przed sądem ziemskim poznańskim dokumenty dotyczące nabycia przez nich miasta Trzciel wraz z okolicznymi wsiami, w tym m.in. z Rybojadami. Dokument wystawiony został przez starostę generalnego wielkopolski Sędziwoja Ostroroga .
W 1434 miejscowość należała do powiatu poznańskiego Korony Królestwa Polskiego, a 1506 do parafii trzcielskiej. W latach 1510–1610 Rybojady były wsią szlachecką i należały do rodu Ostrorogów z Lwówka. W 1510 w Rybojadach uprawiano jedynie cząstki ról i odprowadzano dziesięcinę do zamku w Trzcielu, a plebanowi płacono się z tego tytułu po 3 grosze. W 1563 odnotowano zagrodników gospodarujących we wsi. W 1577 odnotowano pobór podatków. W 1580 Marcin Lwowski zapłacił pobór z Rybojadów od 17 półłanków, a także od 4 komorników po 8 groszy, od jednego komornika 2 grosze oraz od 18 rybaków. W 1583 płatnikiem poboru był Marcin Lwowski .
W 1580 odnotowano wieś jako „Riboiadi”. Położona była w powiecie poznańskim województwa poznańskiego w Rzeczypospolitej Obojga Narodów. W 1610 Jerzy z Ostroroga Lwowski sprzedał Kasprowi Strzeżmińskiemu ze Strzyżmina dobra Trzciel wraz z wsiami, w tym m.in. z Rybojadami, z zastrzeżeniem prawa wykupu za 18000 złotych polskich . 
W latach 1975–1998 miejscowość administracyjnie należała do województwa gorzowskiego.

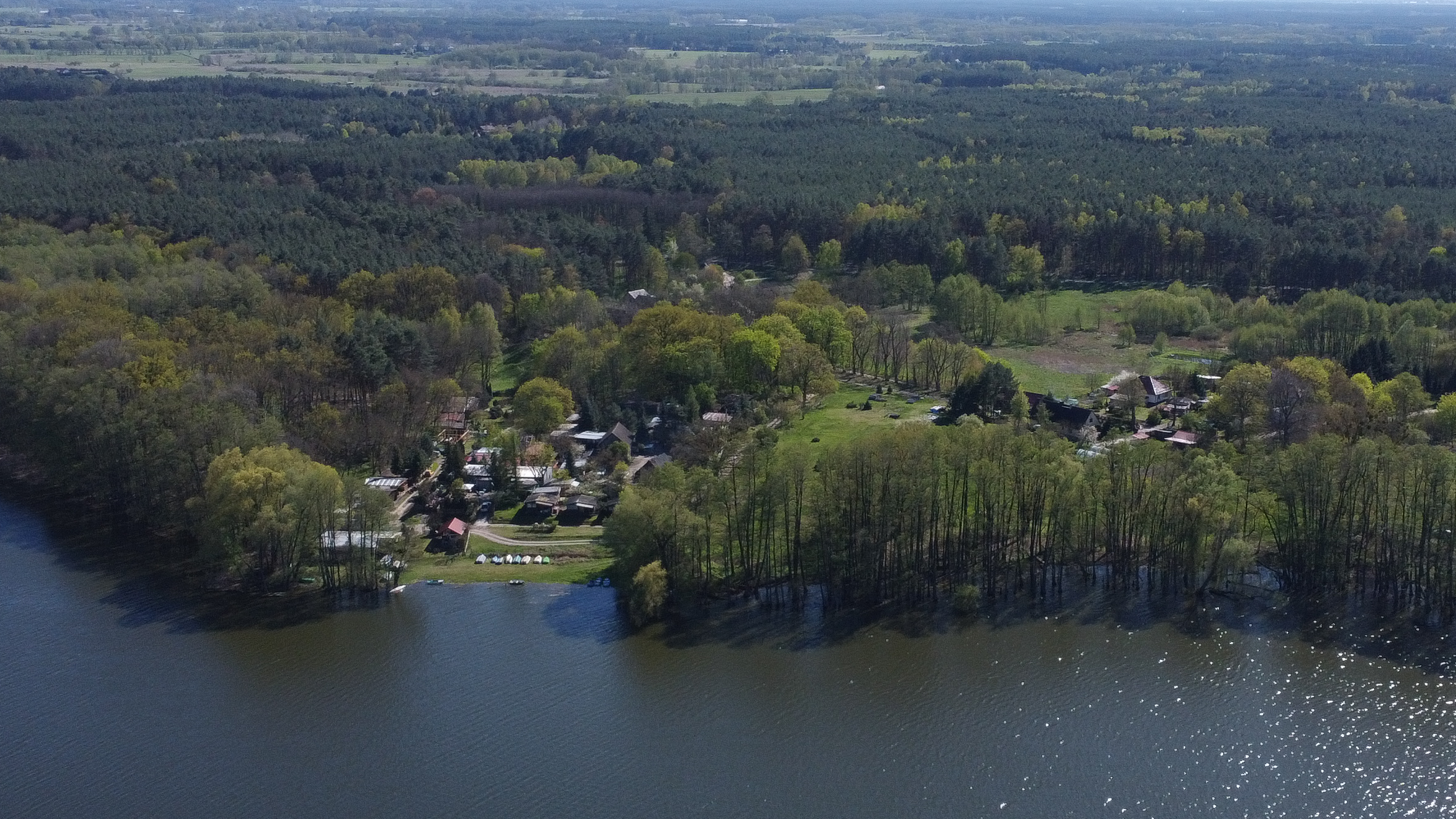
Widok z lotu ptaka, kwiecien 2023